# سكة حديد ليون - البحر الأبيض المتوسط
كانت سكة حديد ليون - البحر الأبيض المتوسط شركة للسكك الحديد أنشأت في جنوب فرنسا. تأسست عام 1852، إلا أنها لم تدم طويلاً، إذ تم دمجها في عام 1857 مع سكة حديد باريس - ليون وشركات أخرى لتشكّل السكك الحديدية باريس - ليون - البحر المتوسط (PLM).

## الأصل
تم منح امتياز في عام 1843 للخط من مرسيليا إلى أفينيون. في عام 1850، تمت مناقشة مشروع قانون لدمج امتيازات باريس - ليون وليون أفينيون. عارضت مدينة ليون الاندماج لأنها ستهدد عمليات العبور والتخزين، وتم الاتفاق على إبقاء الامتيازات منفصلة.  بناءً على قانون 1 ديسمبر 1851، في 3 يناير 1852، تم منح الامتياز لخط من ليون إلى أفينيون، والذي تم تعليقه منذ عام 1847، إلى شركة كان من بين أعضائها بولين طالبوت.  أجاز القانون الصادر في 1 ديسمبر 1851 تشكيل سكة حديد ليون - أفينيون. 

## التاريخ

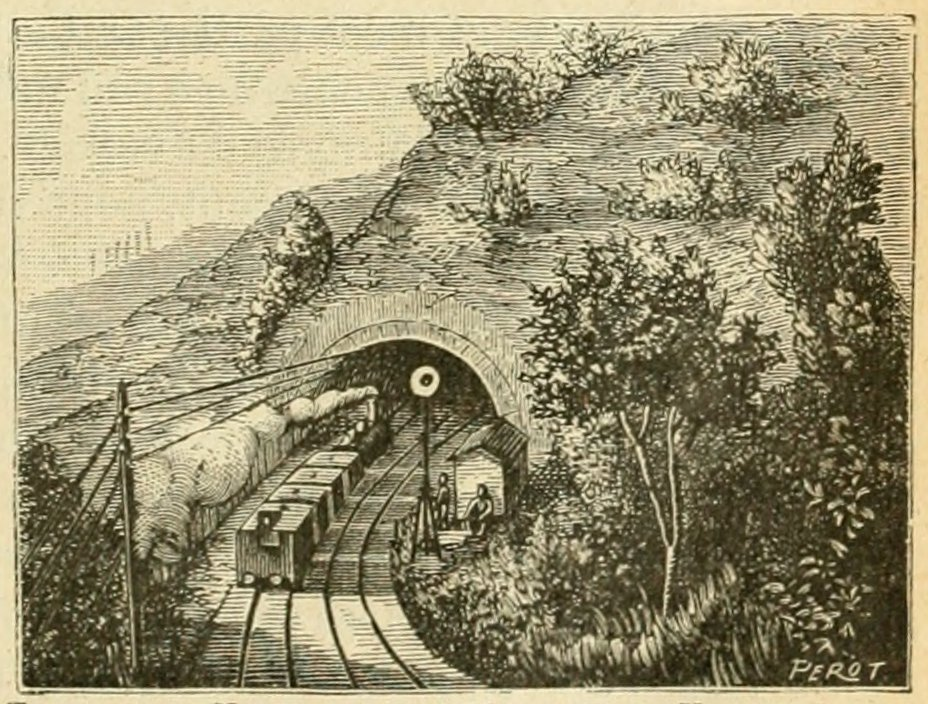
نفق دي نيرث شمال مرسيليا

تم تشكيل شركة سكة حديد ليون - أفينيون بموجب عقد بتاريخ 22 مارس 1852 لتشغيل خطوط السكك الحديدية من ليون إلى أفينيون، مرسيليا إلى أفينيون، أليس إلى بوكير، إليس إلى مناجم جراندكومب، مونبلييه إلى تسيله، مونبلييه إلى نيم، روناك إلى آكس ومرسيليا إلى تولون. وافق قانون 8 يوليو 1852 على دمج شركات أفينيون - مرسيليا و مونبلييه - سيت وجارد ومونبلييه-نيم مع شركة ليون - أفينيون. وافق القانون على اتفاقية في 19 يونيو 1852 بين وزير الأشغال العامة و سكة حديد ليون - أفينيون.
امتلكت الشركة المندمجة امتياز بناء خط مرسيليا - تولون. تم تسميته سكة حديد ليون - البحر الأبيض المتوسط. أصبح طالبوت مديرها.  كان الصناعي جول هوشيه (1813-1867) مسؤولاً.  تم التعريف بالشركة التي أعيدت تسميتها كشركة مجهولة في 8 ديسمبر 1852.  تم فتح القسم من فالينس إلى أفينيون في 1854. في 16 أبريل 1855 تم توصيل الخط من ليون إلى فالينس. في عام 1856 تم فتح الخط الذي يربط محطة باريس - ليون في ليون - فايز بمحطة ليون - مرسيليا في ليون - جيلوتيير. 

## الاندماج
لم تكن شركتا باريس - ليون وليون - المتوسط متنافستين، وأدركت أنه يجب دمجهما. حدث هذا في عام 1857.  تشكلت السكك الحديدية باريس - ليون - البحر الأبيض المتوسط في 11 أبريل 1857.